# Strzeszkowo (Lelkowo)
Strzeszkowo (deutsch Gottesgnade) war ein Ort im Kreis Heiligenbeil in Ostpreußen. Seine Ortsstelle befindet sich heute im Gebiet der Landgemeinde Lelkowo (Lichtenfeld) im Powiat Braniewski (Kreis Braunsberg) in der polnischen Woiwodschaft Ermland-Masuren.

## Geographische Lage
Die Ortsstelle von Strzeszkowo resp. Gottesgnade liegt im Nordwesten der Woiwodschaft Ermland-Masuren, 21 Kilometer südöstlich der ehemaligen und heute auf russischem Staatsgebiet gelegenen Kreisstadt Heiligenbeil (russisch Mamonowo) bzw. 25 Kilometer östlich der heutigen Kreismetropole Braniewo (deutsch Braunsberg).

## Geschichte
Im Jahre 1718 wurde das damals Sangnitten und erst danach Gottesgnade genannte kleine Dorf erstmals offiziell erwähnt. Der Gutsbezirk Gottesgnade kam 1874 zum neu errichteten Amtsbezirk Hohenfürst (polnisch Wyszkowo) im ostpreußischen Kreis Heiligenbeil, Regierungsbezirk Königsberg. Im Jahre 1910 zählte Gottesgnade 26 Einwohner.
Am 30. September 1928 verlor Gottesgnade seine Eigenständigkeit und wurde in die Landgemeinde Groß Hasselberg (polnisch Krzekoty) eingegliedert.
In Kriegsfolge kam Gottesgnade 1945 mit dem gesamten südlichen Ostpreußen zu Polen und erhielt die polnische Namensform „Strzeszkowo“. Doch schon bald fand der Ort keine Erwähnung mehr und gilt heute als untergegangen, wobei er wahrscheinlich in Krzekoty aufgegangen ist. Sein Ortsstelle gehört zur Gmina Lelkowo im Powiat Braniewski, von 1975 bis 1998 der Woiwodschaft Elbląg, seither der Woiwodschaft Ermland-Masuren zugehörig.

## Religion
Gottesgnade war bis 1945 in das Kirchspiel der evangelischen Kirche Hohenfürst (polnisch Wyszkowo) in der Kirchenprovinz Ostpreußen der Kirche der Altpreußischen Union eingepfarrt.

## Verkehr
Die Ortsstelle Strzeskowos ist über Landwege von Krzekoty (Groß Hasselberg) zu erreichen.